# Klink
- Övre vänster: Klinkbyggd båt
- Övre höger: Gokstadsskeppet, ett långskepp i klinkkonstruktion.

Klink kallas tekniken att lägga bordläggningsplankor omlott, så att var plankas nederdel ligger utanför den planka som ligger nedanför i bordläggningen. Bordgångarna är fästa i spanten, i de tidigaste fynden med vidjor och dymlingar. Än in i modern tid används dymlingar tillsammans med olika sorters spik eller skruv för att fästa borden till spant och bottenstockar. I december 2021 skrevs den nordiska klinkbåtstraditionen in på FN-organet UNESCOs lista över immateriella kulturarv.
Under nordisk forntid och medeltid var klinkbyggda skepp norm. Metoden att bygga båtar med bordläggning i klink anses vara av skandinavisk härkomst. Det finns exempel på tidigare funna stockbåtar där man har förhöjt skrovet med en bordgång, till exempel Björkebåten. Det äldsta fyndet i Skandinavien av en klinkbyggd båt kommer från Nydam, i Sønderjylland. Det har daterats med hjälp av dendrokronologi till ca 190 e. Kr. och hittades på samma ställe som det mer kända Nydamskeppet från början av 300-talet. Vikingarna och deras föregångare använde alltså klinkbyggda skepp, vilket också kan ses i talrika fynd, som till exempel Osebergsskeppet och skeppen från Roskilde samt många fynd från svenskt område. De äldre klinkbyggda båtarna byggdes utan mallar, men man kan ha haft hjälp av en lodbräda för att få skrovet liksidigt samt olika måttkäppar. När båtbyggaren hade rest kölen tillsammans med stävar påbörjades bordläggningen med att malla av sambordet. Spant och bottenstockar passas in i skrovet när bordläggningen är färdig i en klinkbyggd båt, en metod som skiljer sig från att bygga i kravell, där man bygger båten på dess stomme. Kravellbyggda skepp uppträder inte i Norden förrän tidigast på 1400-talet.